# Frank-Markus Barwasser
Frank-Markus Barwasser (né le 16 février 1960 à Wurtzbourg) est un humoriste et journaliste allemand.

## Biographie
Frank-Markus Barwasser est le fils du futur président de la Cour du travail Franz H. Barwasser. Après un volontariat de deux ans au Main-Post, il étudie les sciences politiques, l'histoire moderne et l'ethnologie dans les universités de Munich et Salamanque. Au début des années 1980, il acquiert une première expérience dans un théâtre de marionnettes en 1985, puis commence sa carrière d'humoriste.
Au début des années 1990, Barwasser travaille comme journaliste radio pour Bayerischer Rundfunk et devient célèbre pour ses reportages. En 1993, il apparaît pour la première fois sur scène en incarnant Erwin Pelzig, un personnage fictif dont le costume est un pantalon de velours côtelé, une chemise à carreaux rouge et blanche et un sac à main pour homme et qui parle le dialecte mainfranconien. Le personnage et son univers font l'objet d'une émission satirique hebdomadaire sur Bayern 3.
De 1998 à 2010, BR Fernsehen produit plusieurs fois par an l'émission Aufgemerkt! Pelzig unterhält sich, diffusée aussi à partir d'octobre 2007 sur Das Erste. En 2007, il écrit et joue dans le film Vorne ist verdammt weit weg réalisé par Thomas Heinemann. En avril 2010, il joue dans la pièce Alkaid – Pelzig hat den Staat im Bett au Residenztheater de Munich sous la mise en scène de Josef Rödl.
En octobre 2010, Barwasser reprend le rôle de Georg Schramm dans l'émission satirique Neues aus der Anstalt. Elle s'arrête en octobre 2013.
Le 15 février 2011, il anime la première de Pelzig hält sich sur ZDF. Elle s'arrête le 1er décembre 2015.
Fin 2014, on annonce que Barwasser sera le héros principal de la série Franken-Tatort. Mais la série est repoussée, Barwasser délaisse le rôle pour des raisons de calendrier.

## Œuvre
Émissions de télévision
- 1998–2010 : Aufgemerkt! Pelzig unterhält sich
- 2010–2013 : Neues aus der Anstalt
- 2011–2015 : Pelzig hält sich

Spectacles humoristiques
- 1993 : Nüssleins Fügung
- 1995 : Leih mir a Mark
- 1998 : Das Superwahljahr
- 1999 : Aufgemerkt!
- 2001 : Worte statt Taten
- 2004 : Vertrauen auf Verdacht
- 2012 : Pelzig stellt sich
- 2017 : Weg von hier

Théâtre
- 2010 : Alkaid – Pelzig hat den Staat im Bett

Discographie
- 1995 : Erwin Pelzig 1 (Leih mir a Mark)
- 1996 : Erwin Pelzig 2 (Leih mir no a Mark)
- 1996 : Herbstdepression
- 1997 : Rentnerschwemme
- 1998 : Parteiverkehr (featuring Der Günner vom Amt)
- 1999 : Deutsche Einheit
- 2000 : Erwin Pelzig – des Besde
- 2000 : Erwin Pelzig Live – die Erste – Aufgemerkt!
- 2002 : Erwin Pelzig Live – die Zweite – Worte statt Taten
- 2003 : Erwin Pelzig P.I.S.A. – Pelzig in Sachen Abitur
- 2005 : Erwin Pelzig Live – die Dritte – Vertrauen auf Verdacht
- 2015 : Pelzig stellt sich

Filmographie
- 2007 : Vorne ist verdammt weit weg
- 2008 : Unterwegs nach woanders
- 2011 : Charlie & Carl (court-métrage)